# Eressa analis
Eressa analis là một loài bướm đêm thuộc phân họ Arctiinae, họ Erebidae.